# Adonisea digitalis
Adonisea digitalis är en fjärilsart som beskrevs av Smith 1891. Adonisea digitalis ingår i släktet Adonisea och familjen nattflyn. Inga underarter finns listade i Catalogue of Life.